# Garies
Garies ist ein kleines landwirtschaftliches Zentrum in der Lokalgemeinde Kamiesberg, Distrikt Namakwa in der südafrikanischen Provinz Nordkap. In Garies befindet sich der Verwaltungssitz von Kamiesberg.
Der Ortsname leitet sich von einem Khoisan-Begriff für „kriechendes Gras“ ab, das man in der Umgebung findet. Auf Afrikaans heißt es kweek.
Garies liegt rund 110 Kilometer südlich von Springbok, der Distrikthauptstadt, und 146 Kilometer nordwestlich von Vanrhynsdorp. Der Ort befindet sich am Fuße des Kamiesbergs, gegründet wurde er 1845.
2011 hatte Garies 2105 Einwohner in 536 Haushalten auf einer Fläche von 69,44 km².